# Simon Guillain

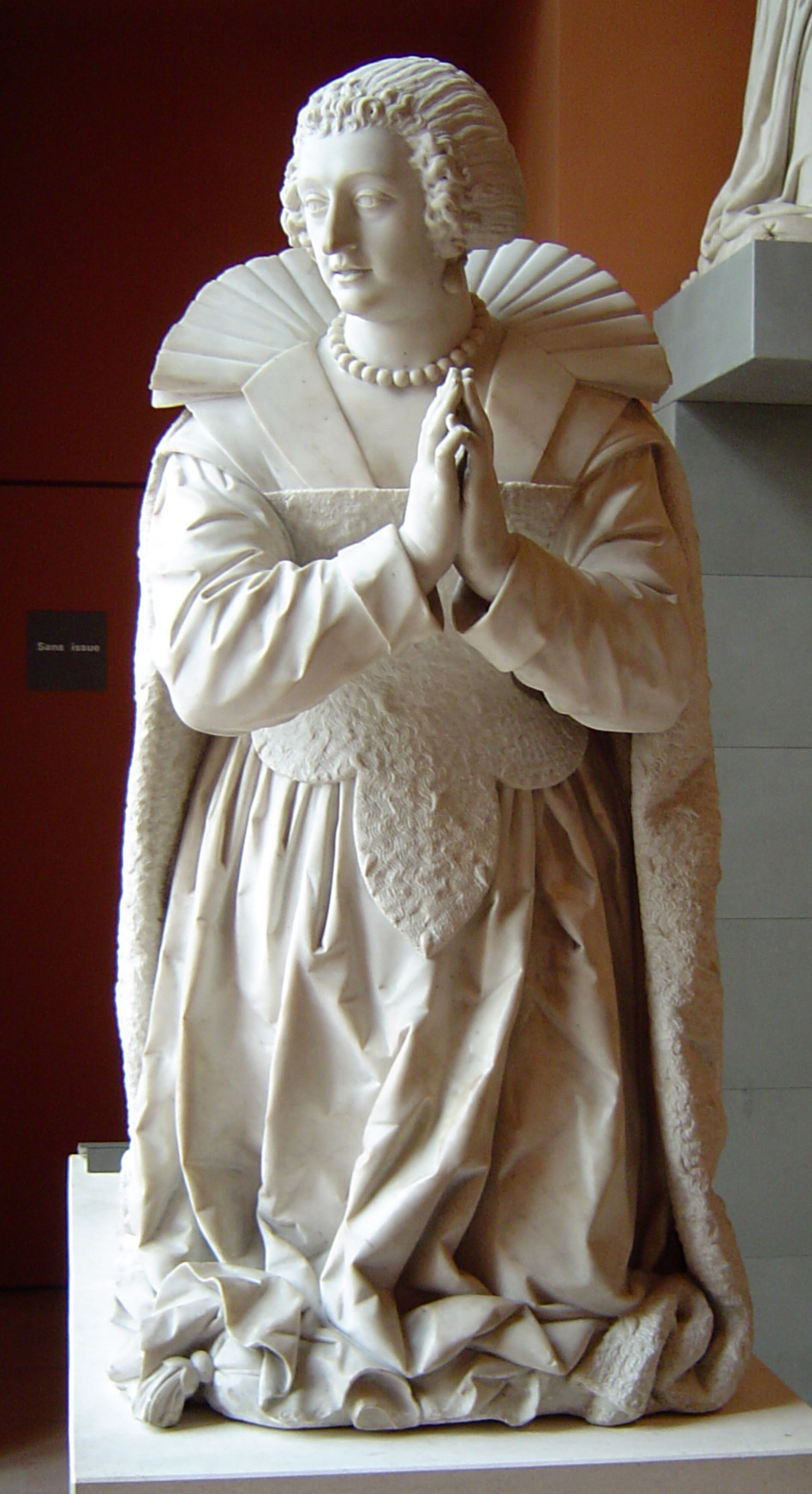
Graf van Charlotte-Catherine de la Tremoille, de vrouw van de Hendrik I van Bourbon-Condé, rond 1629, gemaakt door Simon Guillain, tentoongesteld in het Louvre

Simon Guillain (Parijs, 15 juni 1589 - aldaar, 26 december 1658) is een Franse beeldhouwer.
Hij begon als leerling van zijn vader Nicolas Guillain en studeerde samen met beeldhouwer en architect Alessandro Algardi uit Rome. Na zijn terugkeer in 1612 in Frankrijk maakte hij verschillende grafmonumenten. In 1638 ontving hij de fronton de l'aile Gaston d'Orléans château de Blois. Hij was een van de meest vooraanstaande beeldhouwers tijdens Louis XIII. Hij werd de meester van Anguier Michel en Pierre Hutinot. In 1647 maakte hij de bronzen koninklijke beelden op de Pont au Change. Ook was hij een van de oprichters van de in 1648 gestichte Koninklijke academie voor beeldhouw- en schilderkunst en werd in 1657 benoemd als rector van deze Franse staatsacademie.
Guillain werd beïnvloed door de kunst uit de barok en was de voorloper van het classicisme in Frankrijk.
- Gemeinsame Normdatei: 1019728191
- KulturNav: c3297731-c54b-4365-b912-5e7ffcdbab5e
- RKD-Nederlands Instituut voor Kunstgeschiedenis: 34563
- Union List of Artist Names: 500006792
- Virtual International Authority File: 95722309
- WorldCat: E39PBJhMqQqVrVhvWP9RmcM3wC